# Giovanni Cassiano
Giovanni Cassiano (360 circa – Marsiglia, 23 luglio 435) è stato un monaco originario presumibilmente della Dobrugia, regione della Scizia (l'attuale Romania) o, secondo altre fonti, della Provenza. Fu sacerdote e fondatore di monasteri; è commemorato come santo dalla Chiesa cattolica e dalla Chiesa ortodossa.
Si sa poco di lui: pare che il suo nome originario fosse semplicemente Cassianus; il nome Johannes gli sarebbe stato aggiunto in onore a Giovanni Crisostomo. Cassiano morì nel 435 e le sue spoglie sono state conservate nell'abbazia di San Vittore da lui fondata, fino alla sua distruzione durante la Rivoluzione francese.
Viene, per alcuni suoi scritti, considerato seguace del semipelagianesimo. Le sue opere furono condannate nel Decretum Gelasianum.

## Biografia
L'ipotesi della provenienza dalla Dobrugia, allora provincia romana della Scizia Minore, gode attualmente di maggior credito per via di una citazione contenuta nel De viris illustribus (nella Patrologia Latina indicato col titolo di Liber de scriptoribus ecclesiasticis) di Gennadio di Marsiglia che, riferendosi a Cassiano, scrive «Cassianus, natione Scytha».
Prima di intraprendere il suo viaggio in Oriente, i cui resoconti eserciteranno una grande influenza sullo sviluppo dell'ascetismo occidentale e le cui mete coincidevano con i luoghi precedentemente esplorati da Evagrio Pontico, Giovanni Cassiano fu educato alla letteratura classica. Sebbene vi siano ancora alcune incertezze sui territori da lui visitati, egli ha certamente condiviso gran parte della sua vita con il compagno Germano che, come scrive lui stesso, lo ha accompagnato nel suo viaggio in Egitto, dove entrambi ebbero modo di incontrare alcuni dei protagonisti della vita monastica del tempo. Si trattava soprattutto di uomini giunti ai limiti dell'eroismo ascetico, alcuni dei quali figurano tra i personaggi delle Collationes, uno degli scritti di Cassiano relativi alla vita monastica. L'anno dell'arrivo in Egitto di Cassiano coincide con quello in cui Teofilo di Alessandria viene eletto patriarca ed è probabilmente a causa della crisi monastica provocata dalla sua forte opposizione ai sostenitori della dottrina di Origene, da Teofilo stesso precedentemente sostenuta, che nel 399 - anno d'inizio della persecuzione nei confronti degli origenisti - Cassiano e Germano abbandonarono l'Egitto per recarsi presso Giovanni Crisostomo, patriarca di Costantinopoli; in questa occasione, Cassiano divenne diacono e Germano presbitero. Successivamente, Giovanni Cassiano si trasferì a Roma, per poi recarsi nelle Gallie, a Marsiglia, dove rimase fino alla morte. Quivi fondò nel 415 due monasteri sull'esempio di quelli egiziani: uno per gli uomini, l'abbazia di San Vittore, l'altro per le donne, dedicato al nome di San Salvatore.

## Opere

### Opere monastiche
È probabile che nei monasteri da lui stesso fondati Giovanni Cassiano abbia introdotto le medesime direttive contenute nelle sue due opere monastiche, redatte in risposta all'invito del vescovo Castore di Apt: il De institutis coenobiorum et de octo principali un vitiorum remediis libri XII (Sugli istituti cenobitici e i rimedi degli otto vizi principali) e le già citate Collationes che Benedetto da Norcia raccomandò come autorevoli trattati per la formazione dei monaci. Seppur distinte, le opere sono state concepite come parti di un progetto unico che esprimono due tappe consecutive del progresso spirituale: Cassiano, infatti, insiste particolarmente sulla necessità di leggere il De institutis coenobiorum prima di dedicarsi alle Collationes, portatrici di un insegnamento più impegnativo.
Sebbene tali scritti non rappresentassero, se considerati in relazione alla storia e ai costumi monastici, una novità assoluta, quel che li rende in parte originali è la mancanza del carattere prevalentemente agiografico proprio della letteratura precedente ma anche, come nel caso della Storia lausiaca di Palladio di Galazia, contemporanea. L'intento di Cassiano sembra, piuttosto, essere quello di soffermarsi su quel che occorre per condurre una vita nella repressione delle passioni, ai fini del raggiungimento dei massimi gradi della perfezione dello spirito. Nei suoi testi, tuttavia, non vi è ancora piena traccia della pretesa di offrire una legislazione ben precisa, come sarà invece quella proposta da Benedetto da Norcia nei secoli successivi; il lettore delle opere monastiche cassianee ha, piuttosto, a disposizione un quadro delle usanze tradizionali dei monasteri orientali delineato, come sostenuto dall'autore stesso nella prefazione del De institutis coenobiorum, sulla base di esperienze e conoscenze personali che gli hanno permesso di comprendere come, in diversi casi, sia difficile applicare all'Occidente latino il modello orientale degli eremiti d'Egitto.
L'opera prosegue nella seconda parte riprendendo lo scritto sugli otto spiriti malvagi di Evagrio Pontico, secondo il quale il monaco attraversa la scala dei vizi, di cui la superbia e la vanagloria sono i due più difficili da vincere.
In merito al semipelagianesimo, in Collationes (7,3) chiaramente afferma: "Dio, una volta che ha scorto in noi il sorgere, quale che sia, della buona volontà, illumina immediatamente e tale buona volontà, la conforta, la incita alla salvezza, facendo crescere quello che gli stesso ha piantato o ha visto emergere grazie ai nostri sforzi".
I suoi scritti ebbero una notevole influenza su Cassiodoro e, più in generale, furono copiati e studiati nei secoli successivi anche sotto forma di apoftegmi più o meno lunghi che, tuttavia, spesso contenevano informazioni contaminate e, per questo, non sempre direttamente riconducibili all'autore.

### IlDe Incarnatione Domini contra Nestorium
Dopo aver portato a termine le due opere concernenti la vita monastica, Giovanni Cassiano accolse l'invito, pervenutogli tra il 428 e il 430 dal futuro Papa Leone I, a scrivere un testo che si opponesse all'eresia di Nestorio, la quale vedeva in Cristo la coesistenza di due soggetti, uno divino e uno umano, non perfettamente congiunti. Al contrario, nel suo De Incarnatione Domini contra Nestorium Giovanni Cassiano cerca di dimostrare l'esistenza, in Cristo, delle due nature (umana e divina) nella medesima Persona.
Afferma che Nestorio, negando la divinità di Cristo, ha ridotto l'imitazione di Cristo all'imitazione di un uomo che, non essendo Dio, non ci permetterebbe di essere deificati per Suo tramite. Nestorio è inteso come una continuazione di Pelagio: se per Pelagio l'uomo può meritare la grazia con le sue forze, per Nestorio Cristo con la sua sola condotta umana meritò la grazia di essere poi unito alla maestà divina.
Fatto degno di nota, nel VII libro nomina sant'Agostino soltanto come vescovo di Ippona, ma non come auctoritas, né come maestro di dottrina, omettendo di riferirsi alla sua polemica antipelagiana.

## Pensiero
Il De institutis cœnobiorum (425) e i tre libri delle Collationes (426-428) costituiscono il risultato di un enorme sforzo di reinterpretazione e adattamento al contesto gallico dell'insegnamento dei maestri egiziani, personalmente incontrati dall'autore. Questi due scritti rappresentano la trattazione più estesa delle questioni monastiche nell'ambito dell'Occidente latino tardoantico. Il De institutis si concentra sull'abito monastico, sulla liturgia e sulla lotta agli otto vizi; si avverte qui come in altre questioni, l'influenza di Evagrio Pontico. Quest'ultimo tema è poi ripreso nelle Collationes, che si distinguono per la finezza e la profondità dell'analisi psicologica e spirituale: ben lo si vede nella disamina delle diverse distrazioni che ostacolano la preghiera del monaco e nell'incitamento a mantenere quest'ultima pura da ogni forma di antropomorfismo. Spicca poi, essenziale nella teoria monastica occidentale, la riflessione sul rapporto tra la grazia divina e l'arbitrio umano, quest'ultimo inevitabilmente connesso allo sforzo ascetico. La questione riaffiora in diversi altri ambiti, quali la discussione sui carismi o l'approfondimento di questioni ascetiche di dettaglio come quella delle polluzioni notturne. In questa materia, le posizioni mediane di Cassiano lo etichettarono come semipelagiano nell'ambito delle controversie sulla grazia che videro scontrarsi la teologia di Agostino e la dottrina ascetica del monaco bretone Pelagio (350-420). In verità, il pensiero di quest'ultimo era stato respinto dall'abate marsigliese. Infatti, laddove Pelagio negava l'ereditarietà del peccato di Adamo e sosteneva la possibilità di una santificazione operata con le proprie forze morali, in vista del conseguimento di uno stato di impeccantia, Cassiano riconosceva invece la necessità della grazia nella santificazione del monaco e indicava nella presunzione di poter esser senza peccato una grave deficienza nel discernimento. Giovanni Cassiano è stato spesso indicato come il teorico dell'equilibrio nella vita monastica, in particolare a ragione della sua disamina sul dono del discernimento, inteso come via mediana tra gli eccessi.

## Culto
Tra i cristiani d'Occidente venne acclamato santo subito dopo la morte: la Chiesa cattolica celebra la sua festa il 23 luglio.
In seguito il culto fu accolto anche dalla Chiesa ortodossa, che lo ricorda il 29 luglio.